# Клифф, Лесли
Лесли Говард Тэлбот Клифф (англ. Leslie Howard Talbot Cliff ; 5 июня 1908 года — дата смерти неизвестна) — британский фигурист, выступавший в парном разряде. В паре с женой Виолет Клифф, он — двукратный бронзовый призёр чемпионатов мира, серебряный призёр чемпионата Европы 1936 года. Пара принимала участие в зимних Олимпийских играх 1936 года.

## Результаты выступлений
| Соревнования      | 1933 | 1934 | 1935 | 1936 | 1937 | 1938 | 1939 |
| ----------------- | ---- | ---- | ---- | ---- | ---- | ---- | ---- |
| Олимпийские игры  |      |      |      | 7    |      |      |      |
| Чемпионаты мира   |      |      |      | 3    | 3    | 4    | 5    |
| Чемпионаты Европы | 4    |      | 7    | 2    | 4    |      |      |